# Abbazia di Holme Cultram

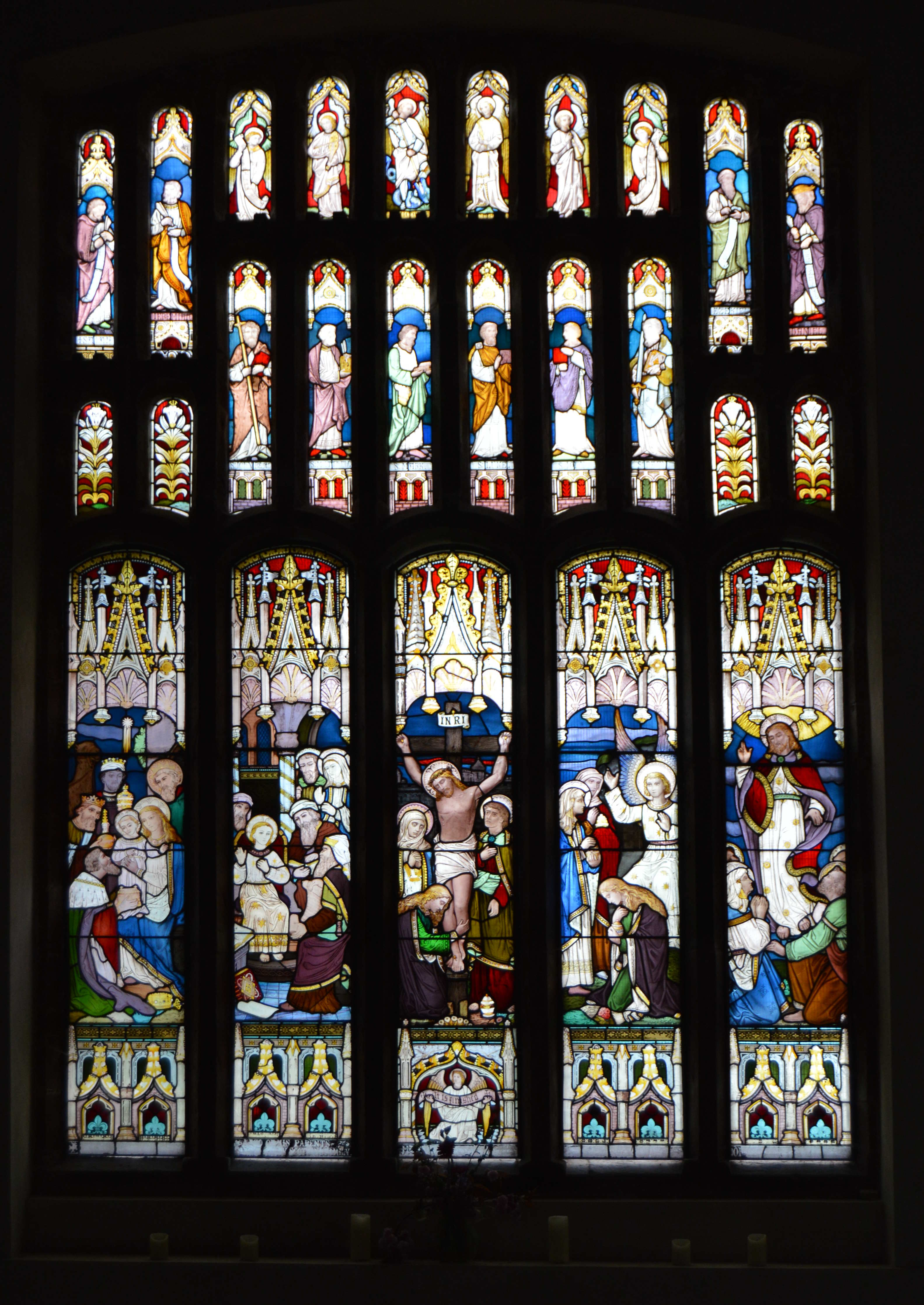
Vetrata dell'abbazia

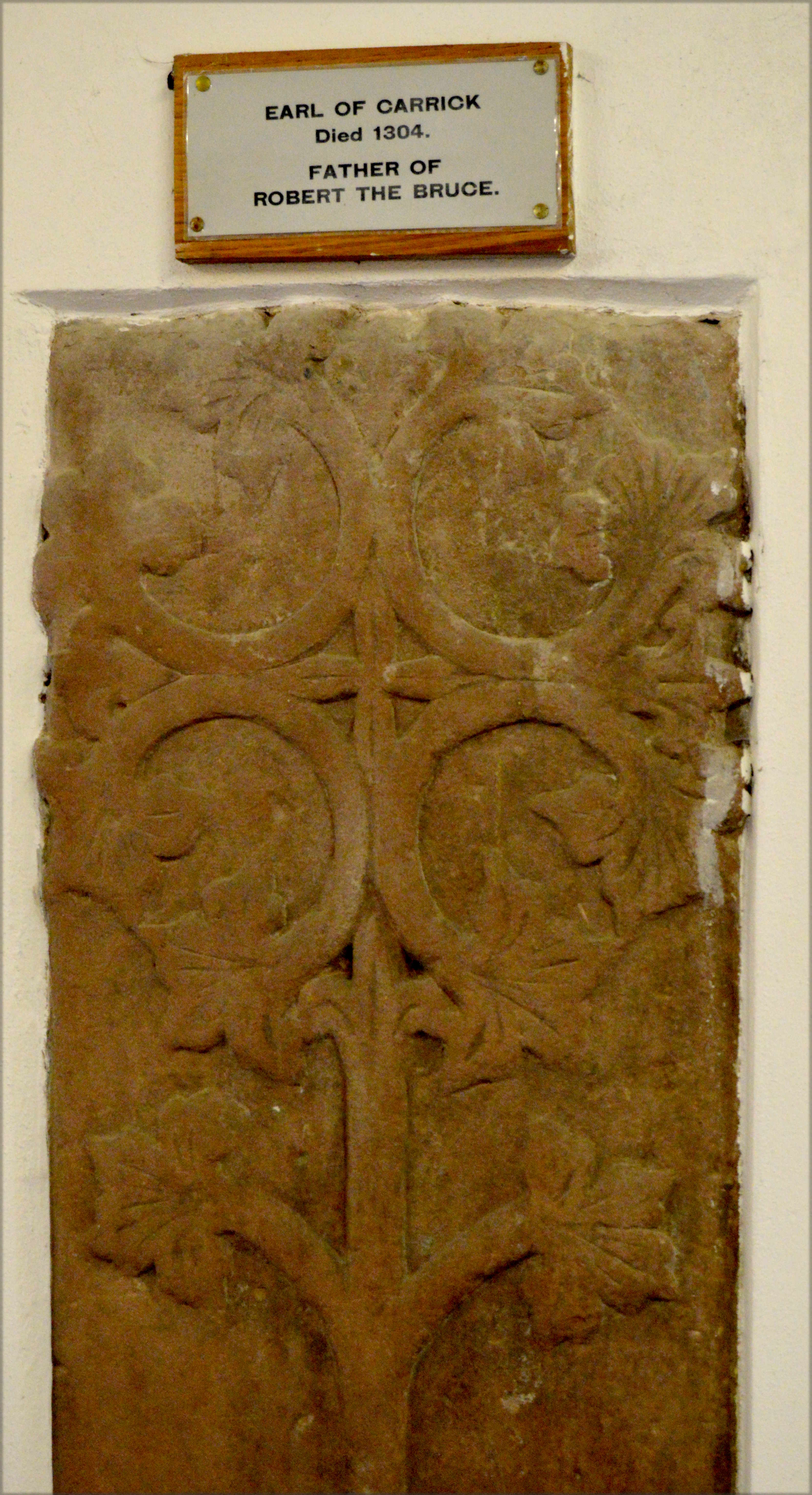
Tomba del padre di Robert the Bruce

L'abbazia di Holme Cultram o Holm Cultram o Holmcultram (in inglese: Holm(e) Cultram Abbey o Holmcultrum Abbey), nota in seguito come chiesa di Santa Maria, è un'ex-abbazia cistercense in rovina della contea inglese della Cumbria (Inghilterra nord-occidentale), situata nell'ex-parrocchia di Holme Cultram e nell'attuale villaggio di Abbeytown e risalente alla metà del XII secolo.
È classificata come edificio di primo grado.

## Storia
L'abbazia di Holme Cultram venne fondata intorno al 1150 da Allen di Allendale per dei monaci cistercensi provenienti dall'abbazia di Melrose.  La struttura venne realizzata utilizzando delle pietre ricavate dal Solway Firth: in origine misurava 256 piedi in lunghezza e 110 piedi in altezza.
L'abbazia di Holme Cultram divenne il più grande monastero dell'antica contea del Cumberland, all'epoca territorio alle dipendenze della corona scozzese, ma che sarebbe passato in mano inglese nel 1157. Enrico II d'Inghilterra, ad ogni modo, mantenne la concessione del territorio all'abbazia.
I monaci dell'abbazia di Holme Cultram divennero i maggiori produttori di lana dell'Inghilterra nord-occidentale e ottennero varie proprietà da numerosi benefattori. Fondarono inoltre una dipendenza dell'abbazia a Strangford Lough.
Tra il XIII e il XIV secolo l'abbazia fu oggetto di vari attacchi da parte degli Scozzesi.
Nel 1216 l'abbazia subì un saccheggio da parte di alcuni scozzesi, nel corso del quale vennero rubati libri, vesti e vasi d'altare. In seguito, nel 1300, l'abbazia venne visitata volte da Edoardo I d'Inghilterra, in procinto di invadere la Scozia; il sovrano visitò l'abbazia anche nel 1307, poco prima di morire.
Con l'incremento delle incursioni scozzesi in territorio inglese, l'abbazia di Holme Cultrum venne attaccata e data alle fiamme nel 1319  dalle truppe guidate da Robert the Bruce: fu il peggiore attacco subito dal monastero. In seguito, i monaci dell'abbazia si videro costretti a sborsare 200 sterline per evitare un attacco da parte del conte di Douglas.
L'abbazia chiuse i battenti nel 1538 con la dissoluzione dei monasteri voluta da Enrico VIII d'Inghilterra, dopodiché il territorio su cui si ergeva l'abbazia, che si estendeva per circa 600 acri, venne acquisito dalla corona inglese. Con la dissoluzione dei monasteri, vennero abbattute molte parti dell'edificio (è anche documentata la vendita nel 1561 di una pietra dell'abbazia), mentre altre furono risparmiate dopo una petizione dei parrocchiani di Holme Cultrum al fine di servire come chiesa parrocchiale.
In seguito, nel 1557, la regina Maria affittò le proprietà dei terreni in cui sorgeva l'abbazia all'università di Oxford. 
Nel 1600, si verificò il crollo della torre centrale, che causò gravi danni all'entrata e alla navata. La chiesa si trovò così agli inizi del XVIII secolo in stato di rovina, tanto che altre parti dell'edificio dovettero essere abbattute.
A partire dal 1703, iniziò un'opera di restauro dell'edificio e ulteriori opere di restauro vennero intraprese delle opere di restauro nel 1883 e nel 1913. Nel corso di questi restauri vennero realizzate sei delle nove campate della navata visibili.
Il 9 giugno 2006 l'abbazia di Holme Cultram fu oggetto di un grave atto di vandalismo da parte di un diciassettenne, che diede l'edificio alle fiamme (atto per il quale fu condannato a quattro anni di reclusione). L'abbazia dovette essere quindi sottoposta a un'opera di restauro che durò nove anni e che costò oltre 2 milioni di sterline.

## Descrizione
All'ingresso occidentale dell'edificio è visibile un arco normanno.
Gli interni dell'edificio hanno stili differenti: medievale, Tudor e moderno. Risalgono al XII secolo alcune delle travi del soffitto della navata centrale.
All'interno, è ospitata un'esposizione che illustra la storia dell'abbazia. Nell'edificio riposano le spoglie del conte di Carrick, padre di Robert Bruce.